# Jerash (gouvernement)
Het district Jerash (Arabisch: جرش, Jarash) is een van de twaalf gouvernementen waarin Jordanië is verdeeld. De hoofdstad is Jerash. Het district heeft 153.650 inwoners.
Ajlun · Amman · Akaba · Balka · Irbid · Jerash · Kerak · Ma'an · Madaba · Mafrak · Tafilah · Zarka